# Formació de Halamagai
La formació Halamagai és una formació geològica del Miocè mitjà. Està situada al nord de la conca de Jungària a Xinjiang, Xina
La formació Halamagai consisteix en capes de pedra fangolita i de llims entre capes de pedres sorrenques i conglomerats. La seva fondària tipus és de 50 cm, essent la capa basal de pedres sorrenques i conglomerats la que és rica en fòssils.

## Fauna
Entre els fòssils de grans mamífers s'ha trobat Tungurictus spocki, Anchiterium gobiense, Stephanocems thomsoni. També el gènere d'ocells Eotragus.